# Variation linguistique
 (avril 2019).
Si vous disposez d'ouvrages ou d'articles de référence ou si vous connaissez des sites web de qualité traitant du thème abordé ici, merci de compléter l'article en donnant les références utiles à sa vérifiabilité et en les liant à la section « Notes et références ».
La variation linguistique est le mouvement commun et naturel d'une langue, qui varie principalement en fonction de facteurs historiques et culturels. Cette tendance est appréciée, de façon systématique et cohérente, en fonction du contexte — historique, géographique et socio culturel — dans lequel les locuteurs d'une langue se manifestent verbalement. Cette variation est aussi l'ensemble des différences linguistiques parlées par les locuteurs d'une même langue.
Ces différences découlent du fait qu'un système linguistique n'est pas unitaire, mais comporte plusieurs axes de différenciation : selon le style, la région, le contexte socioculturel, le milieu professionnel et l'âge. Des variations et des changements peuvent survenir dans certains des sous-systèmes constitutifs d'une langue : phonétique, morphologie, phonologie, syntaxe, lexique et sémantique. Tous ces changements constituent l'évolution de cette langue.
La variation est également décrite comme un phénomène par lequel, dans la pratique actuelle d'un groupe social donné, à une époque donnée et à un endroit donné, une langue n'est jamais identique à ce qu'elle est, dans la pratique d'un autre groupe social, ou à une autre époque, ou encore, à un autre endroit. Le terme variation peut également être utilisé comme synonyme de variante. Il existe plusieurs facteurs de variation possibles — associés aux aspects géographiques et sociolinguistiques, à l'évolution linguistique et au registre de langue.
Le concept de variation linguistique est plus large que le style dans la prose ou le langage. La variation linguistique fait référence à chacune des modalités de diversification d’une langue en raison des possibilités d'évolution des éléments de son système (vocabulaire, prononciation, syntaxe), possibilités liées à des facteurs sociaux ou culturels (éducation, profession, sexe, âge, groupe social, etc.) et géographiques (tels que portugais du Brésil, portugais du Portugal, discours régionaux, etc.). La langue standard et la langue populaire sont aussi des variétés sociales ou culturelles. Un dialecte est une variété géographique. Les variations lexicales, telles que l'argot, peuvent être considérées comme des variétés, mais également comme des registres ou comme des styles, selon la définition adoptée dans chaque cas. Les expressions idiomatiques sont parfois considérées comme des formes de style, car elles se limitent aux variations lexicales.
Pour faire référence aux différences linguistiques entre les locuteurs d'une même langue, le terme variété est généralement utilisé pour sa neutralité. Ce terme permet en effet d'éviter toute connotation, produite par exemple par des termes tels que langue et dialecte — la langue étant généralement considérée comme la norme standard, tandis que le dialecte est associé à des variétés de moindre prestige ou moins correctes que la norme standard. Le terme leto est également utilisé lorsqu'il est difficile de décider si deux variétés doivent être considérées comme une seule langue, ou comme différentes langues ou différents dialectes. Certains sociolinguistes utilisent le terme leto dans le sens de variété linguistique — sans préciser le type de variété. Les variétés présentent non seulement des différences de vocabulaire, mais également des différences de grammaire, de phonologie et de prosodie.
| " | Aucune langue ne reste identique dans tout son domaine et, même au même endroit, elle présente un nombre incalculable de différenciations. Mais ces variétés d’ordre géographique, social et même individuel — dans la mesure où chacun cherche à utiliser le système idiomatique de la manière qui exprime le mieux le goût et la pensée — ne portent pas atteinte à l’unité supérieure de la langue, ni à la conscience qui a Parlez-le différemment de l'utilisation du même instrument de communication, de manifestation et d'émotion[pas clair]. | " |

La sociolinguistique cherche à établir les limites entre les différentes expressions d'une langue. Le chercheur vérifie si les locuteurs présentent des différences dans leurs modes d'expression en fonction de leur emplacement (variation diatopique), de leur état ou de leur enregistrement (variation diaphasique) ou de leur niveau socio-économique (variation diastratique) et, selon le contexte historique, géographique et socio culturel dans lequel les locuteurs de cette langue se manifestent verbalement. C'est l'ensemble des différences de réalisation linguistique parlées par les locuteurs d'une même langue.

## Types de variétés de langues
- Variétés géographiques : elles font référence à la variation diatopique et sont des variantes en raison de la distance géographique qui sépare les locuteurs[4]. Ainsi, par exemple, le mélange de ciment, d’eau et de sable s’appelle betão au Portugal; au Brésil, on appelle concreto.

Les changements géographiques s'appellent des dialectes (ou plutôt des géolectes) et leur étude est la dialectologie. Bien que le terme dialecte n'ait pas de signification négative, il a souvent été appelé à tort dialecte des langues supposées simples ou primitives. Le dialecte est une forme particulière, adoptée par une communauté, dans le langage parlé. En ce sens, on peut parler anglais britannique, anglais australien, etc. Il faut également garder à l’esprit que les dialectes n’ont pas de frontières géographiques précises - au contraire, ils sont flous et graduels - d’où les dialectes qui constituent une langue forment un continuum sans frontières précises. On dit qu'une langue est un ensemble de dialectes dont les locuteurs peuvent comprendre. Bien que cela puisse être approximativement valable pour le portugais, il ne semble pas l'être pour l'allemand, car il existe des dialectes de cette langue qui ne se comprennent pas l'un à l'autre. Par contre, on parle de langues scandinaves, alors qu’un suédois et un danois peuvent comprendre chacun en utilisant leur propre langue.
En ce qui concerne le portugais, outre plusieurs dialectes et sous-majuscules, phrases et sous-phaliennes, il existe deux normes internationalement reconnues: le portugais du Portugal et le portugais du Brésil.
- Variétés historiques : liées au changement linguistique, ces variétés apparaissent lorsque l'on compare des textes d'une même langue écrits à des moments différents et il existe des différences systématiques de grammaire, de lexique et parfois d'orthographe (souvent à l'image des changements phonétiques). Ces différences seront d'autant plus grandes que le temps séparera les textes. On appelle variété diachronique chacun des stades de langage plus ou moins homogènes circonscrits à un moment donné. Par exemple, dans la langue portugaise, on peut clairement distinguer le portugais moderne (qui, à son tour, présente des diversités géographiques et sociales) et le portugais archaïque.
- Variétés sociales : elles comprennent toutes les modifications du langage produites par l'environnement dans lequel se développe le locuteur. Dans ce contexte, il est particulièrement intéressant d'étudier les valeurs socio-éthiques, qui sont dues à des facteurs tels que la classe sociale, l'éducation, la profession, l'âge, l'ethnie, etc. Dans certains pays où la hiérarchie sociale est très claire, le sociolecte de la personne définit la classe sociale à laquelle elle appartient. Cela peut constituer un obstacle à l'inclusion sociale.
- Variétés de situation : incluent les changements de langue résultant du degré de formalité de la situation ou des circonstances dans lesquelles se trouve le locuteur. Ce degré de formalité affecte le degré de respect des règles, normes et coutumes en matière de communication linguistique.

Les quatre types de variations linguistiques fondamentaux sont :
- Variations diaphasiques : Ils représentent les variations qui sont établies en fonction du contexte de communication, c’est-à-dire que l’occasion détermine la façon dont nous abordons notre interlocuteur, qu'il soit formel ou informel.
- Variations diatopiques : Ce sont des variations dues à des différences régionales, telles que le mot citrouille, qui peuvent acquérir des significations sémantiques (liées au sens) dans certaines régions qui se différencient par exemple. Nous pensons aussi bien évidemment aux différences de prononciation entre les différents pays et différentes régions.
- Variations Diastratiques : Ce sont les variations dues à la coexistence des groupes sociaux. A titre d'exemple, nous pouvons citer le langage des avocats, des internautes, des cours de médecine, des ouvriers...
- Variations Diachroniques : Ce sont les variations dans le temps, souvent perceptibles du vivant même du locuteur. Nous comptons dans cela l'apparition ou les emprunts de nouveaux mots pour désigner de nouvelles réalités (comme présentiel ou distanciel, apparus avec le covid-19), de nouveaux emplois (genre en tant que marqueur discursif), ainsi que l'apparition ou disparition de formes grammaticales (comme le passé simple qui est en train de disparaître).

## Définitions
- Dialectes : variantes diatopiques, c'est-à-dire parlées par des communautés définies géographiquement.
  - La langue est un terme intermédiaire dans la distinction langue de dialecte et est utilisé pour désigner le système de communication étudié (que l'on pourrait appeler soit un dialecte, soit une langue) lorsque sa condition par rapport à cette distinction est indifférente (elle est donc synonyme pour le langage dans un sens plus général) ;
- Sociolectes : variétés parlées par des communautés socialement définies, c'est-à-dire par des groupes d'individus qui, ayant des caractéristiques sociales communes (profession, groupe d'âge, , etc.), utilisent des termes techniques, argot ou expressions qui les distinguent des autres locuteurs de leur communauté. On l'appelle aussi dialecte social ou variante diastratique[5].
- Langue standard : variété linguistique normalisée sur la base de préceptes établis de sélection de ce qui devrait ou ne devrait pas être utilisé, en tenant compte de facteurs linguistiques et non linguistiques, tels que la tradition et les valeurs socioculturelles (prestige, élégance, esthétique, , etc.). Correspond à la variété généralement adoptée par les locuteurs éduqués ou employée en communication publique.
- Idiolectes : variété propre à un seul individu ou à l'ensemble des traits propres à sa façon de s'exprimer.
- Ethnolectes : variété parlée par les membres d'un groupe ethnique (terme rarement utilisée, car elle apparaît généralement dans une zone définie géographiquement, ce qui correspond au concept de dialecte).
- Écolectes : un idiolecte adopté par un très petit nombre de personnes (membres d'une famille ou groupe d'amis, par exemple).

Les dialectes, idiolectes et sociolectes se distinguent non seulement par leur vocabulaire, mais également par leurs différences de grammaire, de phonologie et de versification. Par exemple, l'accent des mots tonaux dans les langues scandinaves a une forme différente dans de nombreux dialectes. Un autre exemple est la différence d'adaptabilité des mots étrangers dans différents sociolectes à la phonologie de base du langage.
Certains documents professionnels, tels que les documents juridiques, montrent une variation de la grammaire linguistique standard. Par exemple, les journalistes ou avocats anglais utilisent souvent des modes verbaux, tels que le subjonctif, qui ne sont plus utilisés fréquemment par d'autres locuteurs. De nombreux enregistrements sont simplement un ensemble spécialisé de termes (voir le jargon).